# Жимолость этрусская
Жи́молость этру́сская, или жимолость тоска́нская (лат. Lonicera etrusca), — вид кустарников рода Жимолость (Lonicera) семейства Жимолостные (Caprifoliaceae). Реликт третичного периода. Под данным таксономическим описанием впервые была описана в 1795 году итальянским ботаником Джорджо Санти в работе Viaggio al Montamiata.

## Ботаническое описание
Вечнозелёный или полувечнозелёный кустарник высотой 1,5—3 метра. В зависимости от места произрастания может иметь лиановидную форму, распластанную форму или расти в виде куста. Кора побегов гладкая, слегка лоснящаяся, серовато-охристая. Молодые побеги голые, к концу лета бледные, соломенно-жёлтые, нередко окрашенные антоцианом. Листья плотные, широкоэллиптические или округлые, тупые или островатые, короткочерешковые, снизу голубоватые длиной 3—6 см и шириной 1,5—5 см. Нижние листья длиннее междоузлий, с клиновидным основанием, суженным в короткий черешок; верхние листья короче междоузлий, в верхних 2—3 парах сращены своими основаниями в плоскую, продолговато-эллиптическую, пронзённую пластинку.

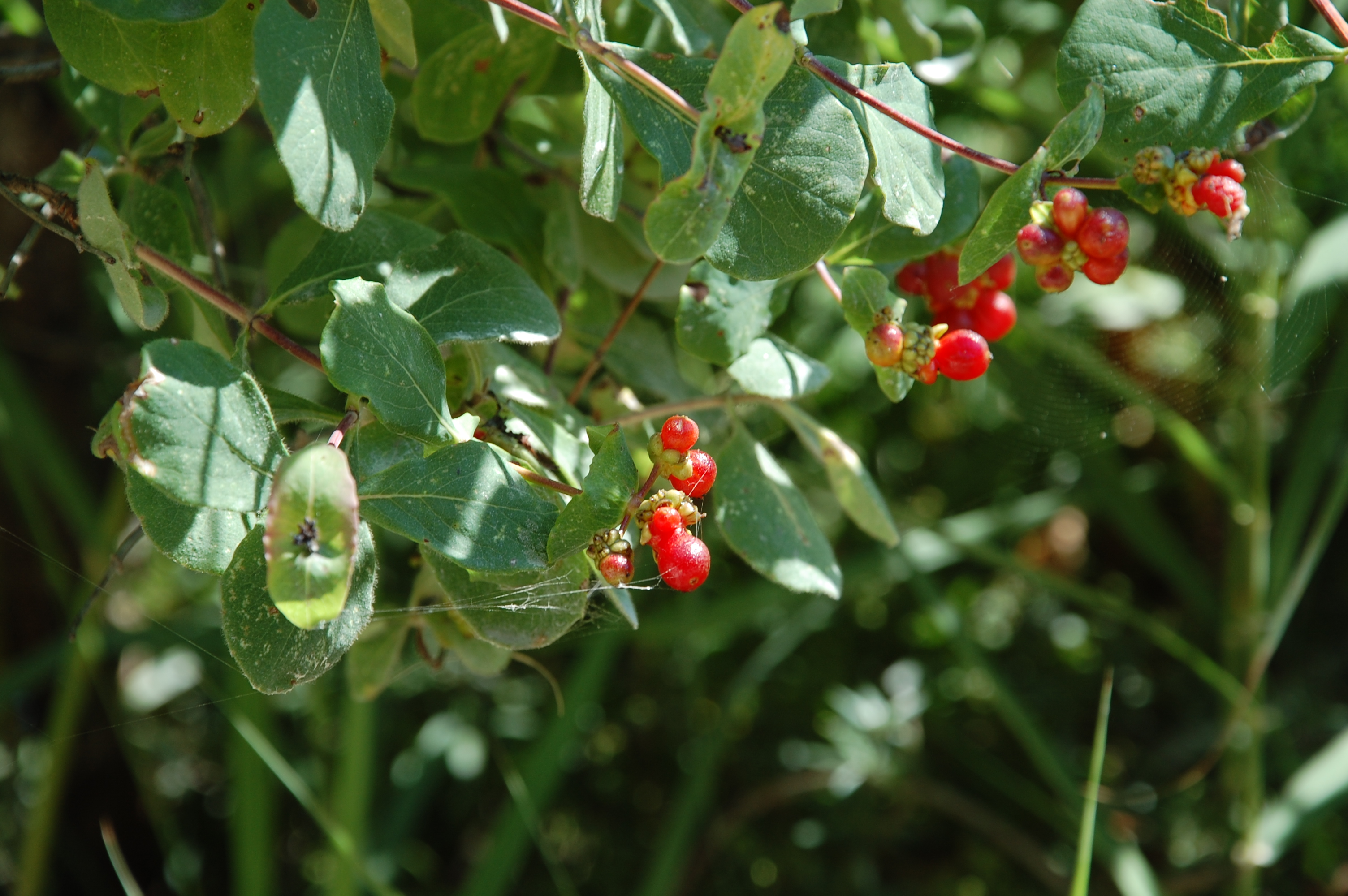
Жимолость этрусская, плоды

Соцветия — густые головки из 2—3 сближенных мутовок; каждая головка сидит в пазухах верхушечных, мелких до 3 см, прицветникообразных листьев. Цветоносы до 4 см длиной, расположены в пазухах верхних сросшихся листьев, обычно по в числе трёх, причём средний цветонос длиннее боковых и несёт более крупную цветочную головку из 8—15 цветков. Иногда в пазухах расположенных ниже листьев развивается дополнительная пара цветоносов. Прицветники округлые, голые, равные
или почти равные завязям. Цветки желтовато-белые, часто с пурпурным оттенком, с запахом. Венчик двугубый, длиной до 5 см, трубка длинная, тонкая, часто голая или железистая снаружи. Верхняя губа неглубоко надрезана на яйцевидные зубцы или лопасти; нижняя губа отворочена книзу. Тычинки и столбик голые, немного длиннее верхней губы венчика. Цветёт в июне-июле, плодоносит в октябре. Плоды — красные, шаровидные ягоды, с плоско-выпуклыми семенами длиной около 4 мм. Также может размножаться вегетативно корневой порослью.
Число хромосом 2n=18. Известен гибрид с жимолостью каприфолью (Lonicera × americana (Mill.) K.Koch).

## Консортивные связи
Энтомофил. Опылителями являются различные виды жуков, двукрылых, перепончатокрылых. Листья поедаются гусеницами бабочек семейства Хохлатки. Семена распространяются путём орнитохории.

### Ареал
Эуксерофит. Геолифит. Кальцефил. Обитает в нижнем горном поясе в зарослях кустарников, по опушкам и разреженным лесам, шибляках, трагакантниках, на приморских обрывах и на вторичных местообитаниях. Входит в состав кустарникового яруса можжевеловых, фисташково-можжевеловых, можжевелово-пушистодубовых редколесий, где часто становится субдоминантом. Является автохтонным ассектатором в ксерофильных субсредиземноморских экосистемах. Часто растёт мощными кустами.
В России находится на восточном пределе ареала. Встречается на Черноморском побережье Краснодарского края от Анапы до Геленджика. Вне России обитает на территории южной части Средней Европы, Северной Африки, Юго-Западной Азии.

## Применение
В культуре с 1750 года. Выращивается как декоративное и как медоносное растение. Культивируется в ботанических садах Москвы (МГУ), Ростова-на-Дону, Южно-Сахалинска.

## Охранный статус
Занесена в Красную книгу России и Краснодарского края. Лимитирующими факторами являются хозяйственное освоение мест обитания, сбор цветущих растений на букеты, узкая экологическая приуроченность.